# Inagua
Inagua is het meest zuidelijke deel van de Bahama's en bestaat uit twee eilanden Great Inagua en Little Inagua.
Great Inagua is het op twee na grootste eiland in de Bahama's eilandenketen (1544 km²) en ligt ongeveer op 90 km afstand van de oostpunt van Cuba. Het eiland is 90 x 30 km groot, met als hoogste punt East Hill (33 m). Op het eiland bevinden zich verschillende meren, waarvan het 18 km lange Lake Windsor (ook Lake Rosa genoemd) het belangrijkste is omdat het bijna 1/4 van het eiland beslaat. Er wonen ongeveer 1000 personen op Great Inagua.
De hoofdstad van het eiland en tevens enige haven is Matthew Town, vernoemd naar George Matthew, een 19de-eeuwse gouverneur van de Bahama's. De stad is de hoofdzetel van de Morton Salt Company, welke 1,3 miljoen ton zeezout per jaar produceert - daarmee de op een na grootste producent van zeezout op basis van zonne-energie in Noord-Amerika - en tevens Inagua's belangrijkste industrie. Great Inagua Airport (IATA: IGA, ICAO: MYIG) ligt vlak bij Matthew Town.
Er is een groot vogelreservaat in het midden van het eiland met een grote populatie van 80.000 West-Indische flamingo's en veel andere exotische vogelsoorten.

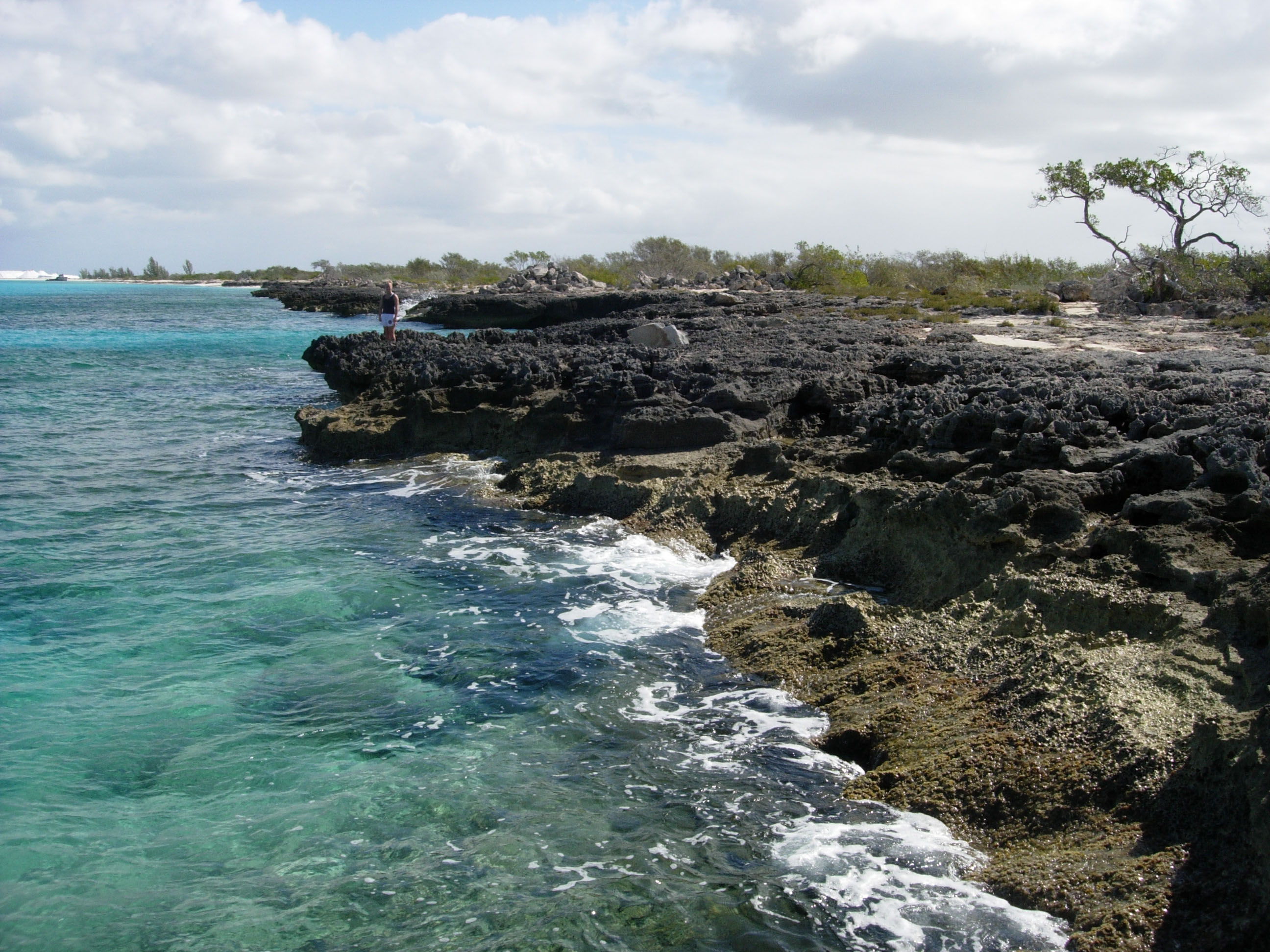

Het naburige Little Inagua, 9 km naar het noordoosten, is onbewoond en is een natuurreservaat. Het meet 40 km² en bevat kuddes wilde ezels en geiten (afstammelingen van door Fransen geïmporteerd vee). Little Inagua wordt beschermd door een rif welke boten op veilige afstand houdt.
De oorspronkelijke naam Heneagua was afgeleid van een Spaanse uitdrukking voor 'hier vindt men water'. Mogelijk stamt de naam ook af van 'iguana', vogelpoep, welke in grote hoeveelheden op het eiland wordt aangetroffen.

## In het nieuws
Op 7 september 2008 werd Inagua getroffen door Orkaan Ike. 99 procent van alle huizen heeft schade van de orkaan die recht over het eiland trok.
Bij de belangrijkste economische motor op het eiland, Morton Salt, werd het fabrieksgebouw met de grond gelijk gemaakt en werden de zoutpannen door de vele regenval vernietigd. De stroomvoorziening op het eiland lag geheel stil, omdat de elektriciteit eveneens door Morton Salt werd verzorgd.
De schade aan de flamingo- en papegaaienpopulatie viel volgens een eerste inventarisatie door biologen mee.